# 變身西洋棋
變身西洋棋 （Proteus），是加拿大人Francis K. Lalumiere推出的兩人棋類，由史蒂夫·傑克遜遊戲公司在2001年出品。

## 棋具
- 棋盤為國際象棋棋盤。

- 棋子為六面骰，每方各八枚，以顏色區分敵我。骰面各畫有象徵金字塔、士兵、主教、骑士、城堡、皇后的符號。

## 棋規
- 初始布置為雙方棋子布於底行，骰面以士兵面朝上。

- 每方回合對一己棋執行以下兩動作之一：
- 翻面：將己棋翻到另一面，以代表升一級或降一級。棋子等級從低到高為：金字塔→士兵→主教→骑士→城堡→皇后。
- 移動：除金字塔、士兵有特別規定外，其餘棋子皆能移至空處或非金字塔的敵棋處。若移至敵棋處，則將該敵棋移除作為吃子方分數。除騎士外，其餘棋子不得越子，不能改變方向。
  - 金字塔不能移動，亦不能吃子或被吃。
  - 士兵為移至為空位的正前鄰格，或為敵棋處的前斜鄰格。位处己方最底行時，可往正前移動正好兩格。類似國際象棋的兵，但無國吃過路兵、底線升級的規則。
  - 主教為斜向移動任意格，同國際象棋的象。
  - 骑士能跳至正向一格後再外移斜向一格的位置，同國際象棋的馬。
  - 城堡為正向移動任意格，同國際象棋的車。
  - 皇后為正向或斜向移動任意格，同國際象棋的后。
    - 背刺：任何種棋子主動移至敵棋為皇后的正後鄰格時，將該皇后敵棋移除作為吃子方分數。

- 以消滅所有敵棋為勝；或有一方只剩一枚棋子時，则计算双方所吃棋子的分数，士兵2分、主教3分、骑士4分、城堡5分、皇后6分，高分者勝。[1][2]

## 外部連結
- 遊戲介紹（页面存档备份，存于）